# František Pastrnek
František Pastrnek (4. října 1853 Kelč – 17. února 1940 Praha) byl český jazykovědec, slavista, paleoslovenista, bohemista, slovakista, literární historik, etnograf, dialektolog, publicista, editor staroslověnských a církevněslovanských literárních památek, bibliograf a vysokoškolský pedagog.

## Život
Středoškolská studia absolvoval na gymnáziích v Olomouci a Uherském Hradišti (maturita 1873), po krátké vojenské službě studoval klasickou filologii na Vídeňské univerzitě (absolutorium 1881).Souběžně vykonával funkci prefekta v Löwenburském konviktu (1875–1878),v letech 1878–1885byl gymnaziálním profesorem ve Vídni-Josephstadtu a docházel na slavistické přednášky profesorů Vatroslava Jagiće a Franja Miklošiče.
V roce 1886 získal na vídeňské univerzitě doktorát filozofie,
o dva roky později (1888) zde v oboru slovanská filologie habilitoval.Na univerzitě ve Vídni přednášel jako soukromý docent od roku 1888 do 1895,mimořádným profesorem Filozofické fakulty UK v Praze se stal v roce 1895,řádným profesorem slovanské filologie byl ustanoven roku 1902 a v této pozici působil až do svého odchodu na odpočinek (1924).Ve funkčním období 1904–1905 byl děkanem FF UK, v čele univerzity jako její rektor stál v letech 1923–1924.
Vedle své badatelské, akademické, publikační a editorské činnosti byl významným organizátorem českého vědeckého života mj. jako ředitel slovanského semináře (od 1907), stál u zrodu Kanceláře Slovníku jazyka českého,v níž od třicátých let 20. století vznikal Příruční slovník jazyka českého.
Od roku 1906 byl prvním a dlouholetým předsedou Svazu osvětového a členem řady českých i zahraničních vědeckých společností, včetně ruské a bulharské akademie věd,
výrazně se zapojil do činnosti Klubu moderních filologů, Národopisné společnosti, Učené společnosti Šafaříkovy a Matice slovenské.
Jeho zásluhy o vědní obor slovanská filologie byly oceněny členstvím v České akademii věd a umění (dopisující člen od 2. 12. 1893, mimořádný 1. 7. 1904, řádným členem zvolen 3. července 1908)a Královské české společnosti nauk (mimořádný 10. 1. 1900, řádný od 12. ledna 1910). V letech 1915–1916 a 1923–1940 zastával funkci předsedy III. třídy ČAVU pro jazykozpyt a literární historii,významné bylo rovněž jeho redakční angažmá v Listech filologických, Národopisném věstníku českoslovanskéma Věstníku slovanských starožitností.
Zemřel roku 1940 v Praze. Pohřben byl na Olšanských hřbitovech.

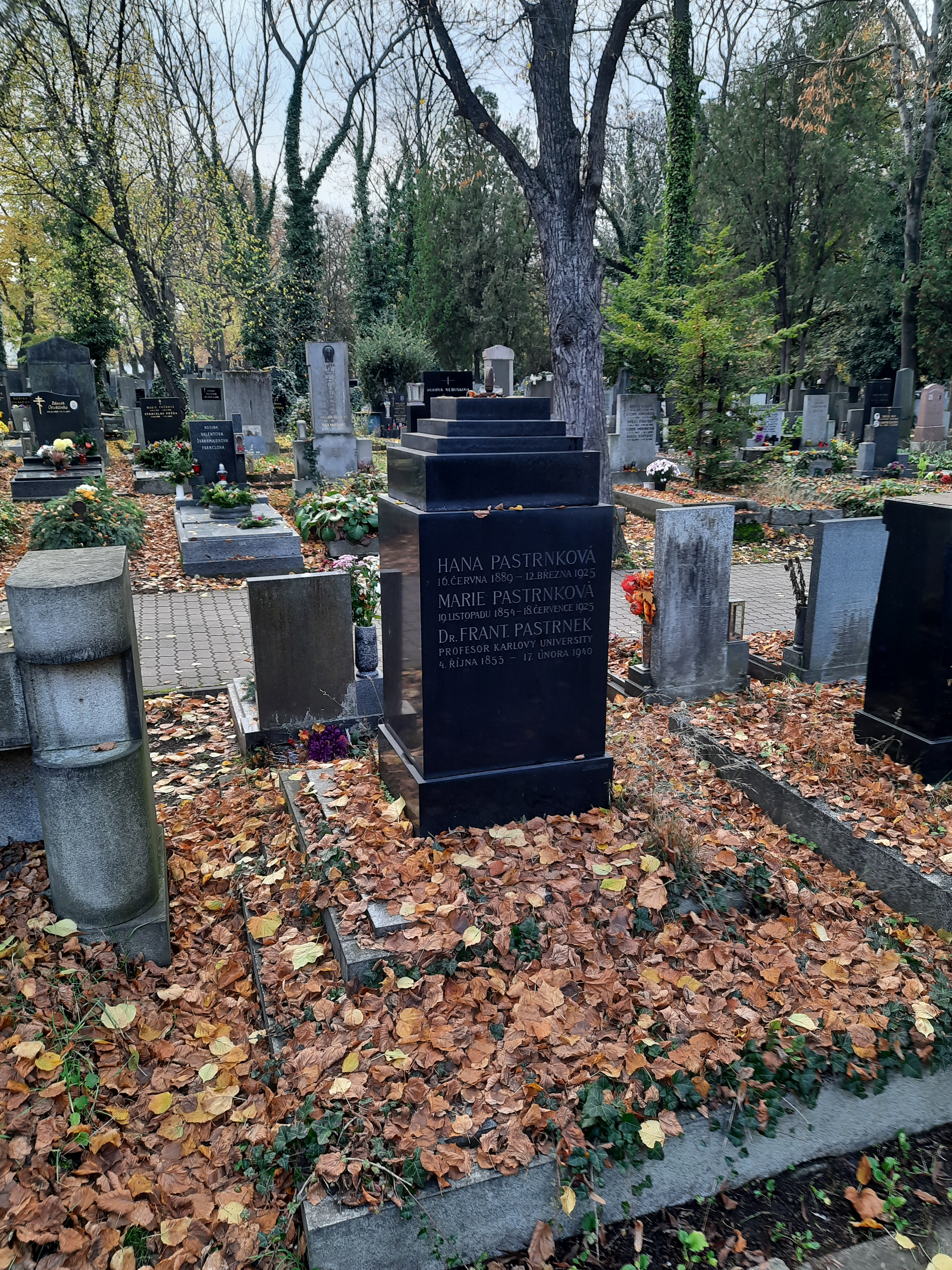
Hrob rodiny Františka Pastrneka na Olšanských hřbitovech

### Rodinný život
Dne 3. října 1884 se ve Vídni oženil s Marií Cehákovou (1849–??); František Pastrnek byl v té době suplujícím gymnaziálním profesorem. Ve Vídni se manželům Pastrnekovým narodily dcery Marianna (1888–??) a Johanna (1889–??). Od roku 1895 žila rodina v Praze.

## Dílo
Vědecké dílo prof. Františka Pastrnka sice bylo převážně zaměřeno na paleoslovenistiku (staroslověnské a církevněslovanské písemnictví různých redakcí, cyrilometodějská problematika, hláskosloví, skladba a zejména morfologie staroslověnského jazyka),průkopnicky však také přispěl k rozvoji české (v oblasti moravských dialektů) a slovenské dialektologie i národopisu. Zabýval se rovněž vztahem slovenštiny jako celku k češtině i k jejím sousedním nářečím polským a rusínským, okrajově se dotkl některých problémů komparistiky slovanských jazyků a staročeské lexikografie.Byl též uznávaným bibliografem oboru.

### Publikace
- Beiträge zur Lautlehre der slovakischen Sprache in Ungarn (Vídeň 1887)
- Bibliographische Übersicht über die slavische Philologie 1876–1891 (Berlín 1892)
- Chrvatsko-hlaholský rukopis Sienský (1900)
- Dějiny slovanských apoštolů Cyrilla a Methoda s rozborem a otiskem hlavních pramenů (1902, 1903)
- Slovanská legenda o sv. Václavu (1903)
- Mluvnice jazyka staroslověnského : úvod a hláskosloví (190-)
- Mluvnice jazyka staroslověnského : skladba (1908)
- Tvarosloví jazyka staroslověnského : s úvodem a ukázkami (1909, 1912)
- Kmenosloví (1915)

### Sborníky
- Jan Kollár 1793–1852 : sborník statí (1893)
- Národopisný sborník českoslovanský (jednotlivé svazky vycházely v letech 1897–1905)

### Studie, články a statě
Vycházely v odborných časopisech i neperiodických tiskovinách Archiv für slavische Philologie (Berlín), Časopis Musea království Českého, Časopis Matice moravské, Listy filologické, Slovenské pohľady (Turčiansky sv. Martin), Věstnících ČAVU a v tiscích vydávaných Svazem osvětovým.